# Jordan Bikov
Jordan Bikov (bug. Йордан Биков) (Pazardžik, Bugarska, 17. listopada 1950.) je bivši bugarski dizač utega. Na Olimpijadi 1972. u Münchenu osvojio je zlato u težinskoj kategoriji do 75 kg. Tada je podignuo ukupno 485 kg i time postigao svjetski rekord. Osvojio je dvije medalje na dvama europskim prvenstvima, obje u težinskoj kategoriji do 75 kg. Na europskom prvenstvu u dizanju utega 1972. osvojio je zlato, a na europskom prvenstvu 1973. osvojio je srebro.

## Olimpijske igre

### OI 1972.
| RANG | Natjecatelj       | Težinska kategorija | Ukupno podignuto kg |
| ---- | ----------------- | ------------------- | ------------------- |
|      | Jordan Bikov      | 67,5 - 75           | 485                 |
|      | Mohamed Tarabulsi | 67,5 - 75           | 472,5               |
|      | Anselmo Silvino   | 67,5 - 75           | 470                 |